# Таранухо, Григорий Иванович
Григорий Иванович Таранухо (род. 25 сентября 1933, п. Вознесенск, ныне Климовского района Брянской области) — доктор сельскохозяйственных наук, профессор, член-корреспондент Национальной академии наук Беларуси, Заслуженный деятель науки Республики Беларусь.

## Биография
Родился 25 сентября 1933 г. в п. Вознесенск Климовского района Брянской области в крестьянской семье. Отец Иван Петрович (1907—1943) погиб на фронте Великой Отечественной войны. Мать Матрена Афанасьевна (1910—1996) растила четверых оставшихся без отца детей и работала в местном колхозе.
В 1953 г. окончил с отличием агрономическое отделение Новозыбковского сельскохозяйственного техникума. Затем была служба в рядах Советской Армии в Белорусском военном округе.
С 1955 г. начинается его профессиональная деятельность в должности главного агронома, заместителя председателя районного семеноводческого хозяйства «Искра» Климовского района Брянской области.
В период с 1956 по 1962 г. Григорий Иванович плодотворно трудился в райсемхозе и одновременно успешно продолжал учиться без отрыва от производства в БСХА.
Следующий этап в его жизни начался в 1963 г., когда он стал аспирантом кафедры селекции и семеноводства БСХА. Это было закономерно, так как ещё в хозяйстве он экспериментировал на культуре люпина, отбирая на производственных посевах раннеспелые формы, проверяя их по потомству и используя в скрещиваниях.
В 1966 г., успешно защитив кандидатскую диссертацию, Г. И. Таранухо начал педагогическую работу на кафедре генетики БСХА. Работал ассистентом, старшим преподавателем и в 1970 г. получил ученое звание доцента по кафедре «Генетики».
В 1976 г. был избран заведующим кафедрой селекции и семеноводства. Является ведущим лектором по общей и частной селекции, семеноводству, сортоведению. Типовые и базовые программы по названным курсам разработаны под его руководством, им написаны учебники и учебные пособия.
Более 35 лет кафедра селекции, семеноводства и генетики БГСХА под руководством Г. И. Таранухо является ведущим центром, осуществляющим подготовку высококвалифицированных агрономов-селекционеров и семеноводов для Республики Беларусь.
Активная и плодотворная работа в период с 1966 по 1977 г. дала возможность Г. И. Таранухо подготовить докторскую диссертацию. Она была представлена к защите и успешно защищена в 1978 г. В диссертации по теме «Селекция люпина в Белорусской ССР» обобщен многолетний экспериментальный материал, представляющий большой научный интерес и весомую практическую значимость для дальнейшего расширения посевных площадей люпина, повышения его урожайности и увеличения сбора растительного кормового белка.
В дальнейшей работе при создании нового генофонда в интересах селекции видовое разнообразие рода Lupinus L. было использовано широко. Прежде всего были изучены потенциальные возможности по семенной продуктивности и урожайности зелёной массы 25 видов люпина различного генетического происхождения. Впервые в Белоруссии были проведены 20 комбинаций межвидовых реципрокных скрещиваний, по 15 комбинациям получены плодовитые потомства.
В результате последовательного генетического исследования нескольких тысяч гибридов выявлены особенности наследования селектируемых признаков и сложный характер расщепления в гибридных поколениях. Среди многообразных гибридов выделены продуктивные формы, обладающие высокой плодообразующей способностью, скороспелостью и повышенной адаптивностью.
Таким образом, отдаленная гибридизация оказалась методом, позволяющим создавать принципиально новые генотипы растений, необходимых для пополнения недостающего исходного материала при селекции люпина по важнейшим хозяйственно ценным признакам, таким как скороспелость, устойчивость к основным болезням, повышенная продуктивность, безалкалоидность, нерастрескиваемость бобов и др.
Г. И. Таранухо является автором известного сорта жёлтого люпина Академический 1, новых разновидностей различных видов люпина, которые пополнили мировую коллекцию ВИР им. Н. И. Вавилова.
Внутривидовая гибридизация в селекции люпина является одним из эффективных методов создания новых сортов, как и у многих культурных растений. Создание ценного генофонда на основе внутривидовой и отдаленной гибридизации и целенаправленное использование результатов генетических исследований в селекционных программах дали возможность Г. И. Таранухо после защиты докторской диссертации совместно со своими учениками создать ещё 7 ценных сортов жёлтого и узколистного люпина. За относительно короткий период времени (1988—1997) были созданы сорта БСХА-382, Мотив 369, Сидерат 892, Резерв 884, Пружанский, Бисер 347, Синий 16.
Г. И. Таранухо создана научно-педагогическая школа, основными направлениями которой являются: селекция, генетика, семеноводство и технология возделывания сельскохозяйственных культур, подготовка научно-педагогических кадров — кандидатов и докторов наук. Школа работает плодотворно: издаются учебники и учебные пособия, учебно-методические рекомендации, научные статьи. Получено 16 авторских свидетельств и патентов на сорта и изобретение. Создана хорошая материально-техническая база для проведения научных исследований студентами, аспирантами и докторантами.
Г. И. Таранухо имеет значительные достижения в научно-исследовательской работе и в подготовке научно-педагогических кадров. Является автором свыше 400 трудов, в том числе более 60 учебников, учебно-методических и учебных пособий. Подготовил 19 кандидатов и одного доктора наук, которые успешно трудятся в Республике Беларусь, ближнем и дальнем зарубежье.
Является известным селекционером культуры люпина. Имеет 12 авторских свидетельств на новые сорта жёлтого и узколистного люпина, озимой пшеницы, в том числе 8 в Республике Беларусь, 5 в России и 2 в Украине.
Признанием значимости трудов Г. И. Таранухо для развития биологической и аграрной науки является избрание его членом-корреспондентом НАН Беларуси и присвоение почетного звания «Заслуженный деятель науки БССР».
Г. И. Таранухо является известным ученым не только в Республике Беларусь, но и за её пределами. Решением Международного биографического центра в Кембридже (Великобритания) номинирован на звание «Международный ученый 2003 года».
За личный выдающийся вклад в развитие науки и подготовку специалистов высшей квалификации избран академиком Международной академии аграрного образования (МААО).
Все эти успехи и достижения являются результатом не только природной одаренности, но и каждодневного целенаправленного труда, ответственного отношения к порученному делу, которые всегда поощрялись. Поэтому у Г. И. Таранухо имеются поощрения различного ранга: орден Дружбы народов, орден «Знак Почета», медаль «Ветеран труда», Почетная грамота Верховного Совета БССР, знак «Изобретатель СССР», «Отличник образования Республики Беларусь», Почетная грамота НАН Беларуси и Почетная грамота Совета Министров Республики Беларусь, Почетные грамоты Высшей аттестационной комиссии Республики Беларусь и др.
Профессор Г. И. Таранухо активно ведет общественную деятельность. Являлся членом совета по защите докторских и кандидатских диссертаций в течение 10 лет, в настоящее время член Общего собрания Национальной академии наук Беларуси, член редколлегии журнала «Вестник БГСХА», член совета академии и агрономического факультета, член Белорусского общества генетиков и селекционеров.

## Научная школа
Под руководством Г. И. Таранухо были защищены двадцать диссератций: одна докторская (Вера Ивановна Бушуева, 2010) и 19 кандидатских (в период с 1978 по 2010 год).

## Публикации

### Монографии
1. Таранухо, Г. И. Селекция и семеноводство люпина: монография / Г. И. Таранухо. — Минск: Ураджай, 1980. — 32 с.
2. Зернобобовые культуры: монография / Д. Шпаар, Ф. Эллмер, А. Постников, Г. Таранухо [и др.]. — Минск: ФУАинформ, 2000. — 264 с.
3. Таранухо, Г. И. Семеноводство полевых культур: монография / Г. И. Таранухо, А. С. Шик. — Брест: Изд-во «Академия», 2004. — 148 с.
4. Бушуева, В. И. Галега восточная: монография / В. И. Бушуева, Г. И. Таранухо. — Минск: Экоперспектива, 2009. — 204 с.

### Учебники и учебные пособия
1. Латыпов, А. З. Основы цитологии и цитологические методы: учеб. пособие / А. З. Латыпов, Г. И. Таранухо. — Горки, 1969. — 142 с.
2. Таранухо, Г. И. Краткий сборник терминов по генетике, цитологии и дарвинизму: учеб. пособие / Г. И. Таранухо, А. З. Латыпов. — Горки: БСХА, 1970. — 20 с.
3. Таранухо, Г. И. Семеноводство люпина: науч.-популяр. фильм: в 2 ч. / Г. И. Таранухо, В. П. Самсонов, Г. К. Шутов (науч. консульт.). -Минск: Беларусьфильм, 1974. — 2 ч.
4. Таранухо, Г. И. Биология: пособие для поступающих в БСХА / Г. И. Таранухо. — Горки, 1975.
5. Таранухо, Г. И. Частная селекция и генетика люпина: лекция / Г. И. Таранухо. — Горки: БСХА, 1979. — 24 с.
6. Таранухо, Г. И. Частная селекция и сортоведение зерновых культур: учеб. пособие / Г. И. Таранухо. — Горки, 1987. — 60 с.
7. Таранухо, Г. И. Селекция тритикале: лекция / Г. И. Таранухо. — Горки, 1988. — 24 с.: ил.
8. Таранухо, Г. И. Частная селекция и сортоведение зернобобовых культур в Беларуси: учеб. пособие / Г. И. Таранухо. — Горки, 1989. — 68 с.: ил.
9. Таранухо, Г. И. Селекция гречихи: лекция / Г. И. Таранухо. — Горки, 1990. — 28 с.
10. Таранухо, Г. И. Люпин: биология, селекция и технология возделывания: учеб. пособие / Г. И. Таранухо. — Горки: БГСХА, 2001. — 112 с.: ил.
11. Таранухо, Г. И. Селекция и семеноводство сельскохозяйственных культур: учеб. пособие / Г. И. Таранухо. — Минск: Ураджай, 2001. — 314 с.
12. Семеноводство: учебник / Г. И. Таранухо [и др.]. — Минск: Бестпринт, 2004. — 237 с.
13. Пшеница: учеб. пособие / Г. И. Таранухо [и др.]. — Минск, 2007. — 72 с.
14. Таранухо, Г. И. Селекция и семеноводство сельскохозяйственных культур: учебник / Г. И. Таранухо. — Минск: ИВЦ Минфина, 2009. — 420 с.: ил.
15. Справочник агронома / И. Р. Вильдфлуш, П. А. Саскевич, Г. И. Таранухо [и др.]; под ред. И. Р. Вильдфлуша, П. А. Саскевича. — Горки: БГСХА, 2017. — 315 с.
16. Цитология: учеб.-метод. комплекс / М. Н. Авраменко, Г. И. Таранухо [и др.]. — Горки: БГСХА, 2017. — 135 с.
17. Авраменко, М. Н. Цитология: лаб. практикум / М. Н. Авраменко, Г. И. Таранухо, Г. И. Витко. — Горки: БГСХА, 2017. — 188 с.
18. Таранухо, Г. И. Генетика: курс лекций / Г. И. Таранухо, Г. И. Витко. — Горки: БГСХА, 2018. — 188 с.

### Справочники, практические пособия, книги, рекомендации производству
1. Таранухо, Г. И. Описание сорта люпина Академический 1 и приемы его семеноводства / Г. И. Таранухо. — Горки: БСХА, 1972. — 22 с.
2. Возделывание жёлтого люпина на семена: рекомендации / К. И. Саввичев, Г. И. Таранухо [и др.]. — Москва: Колос, 1980. — 32 с.
3. Биологические особенности и технология возделывания высоких урожаев кормового люпина: рекомендации / Л. Б. Наймарк, Г. И. Таранухо [и др.]. — Горки: БСХА, 1982. — 55 с.
4. Шумилина, Л. Ф. Методические указания по предотвращению перекрестного опыления у люпина в селекционных и семеноводческих посевах: рекомендации / Л. Ф. Шумилина, А. Н. Зеленов, Г. И. Таранухо. — Орел: ВНИИЗБК, 1983. — 6 с.
5. Таранухо, Г. И. Семенам — оптимальную технологию: рекомендации / Г. И. Таранухо, А. М. Богомолов. — Горки: БСХА, 1984. — 14 с.
6. Таранухо, Г. И. Семенам — оптимальную технологию: плакат-рекомендация / Г. И. Таранухо, А. М. Богомолов. — Горки: БСХА, 1984. — 16 с.
7. Люпин жёлтый на семена. Интенсивная технология / Е. М. Синицын, И. Р. Ходорцов, Г. И. Таранухо [и др.]. — Москва, 1988. — 52 с.
8. Кормовой люпин на семена / Г. И. Таранухо [и др.] // Возделывание сельскохозяйственных культур по интенсивной технологии в условиях Могилевской области: практ. руководство / Ком. по сел. хоз-ву и прод. Могилев. облисполкома. — Горки: БСХА, 1997. — С. 33-36.
9. Люпин на семена / Г. И. Таранухо [и др.] // Возделывание сель-скохозяйственных культур по интенсивной технологии / Ком. по сел. хоз-ву и прод. Могилев. облисполкома. — Могилев: Изд-во Могилев. облагропрома, 1998. — С. 45-48.
10. Таранухо, Г. И. Зелёное удобрение: рекомендации / Г. И. Таранухо, А. А. Корнейчук, П. М. Пугачев. — Горки: БСХА, 2004. — 4 с.
11. Кочурко, В. И. Пивоваренный ячмень: рекомендации / В. И. Кочурко, Г. И. Таранухо [и др.]. — Горки, 2004. — 28 с.
12. Сидераты в промежуточной культуре. Рекомендации по использованию сидеральных культур / Г. И. Таранухо [и др.]. — Горки, 2008. — 48 с.

### Прочие публикации
1. Taranukho, G. I. Metods Achievements and Problems in Lupin Selection in the Byelorussian Republic / G. I. Taranukho, P. M. Pugatchev // Lupin in Modern Agriculture: Materialy Konferencjine. — Olsztyn, 1997.
2. Таранухо, Г. И. Генетические особенности наследования фуза-риозоустойчивости узколистного люпина / Г. И. Таранухо, Т. П. Шедко // Междунар. аграр. журнал. — 1999. — № 8. — С. 32-35.
3. Цыркунова, О. А. Источники основных хозяйственно полезных признаков для селекции льна-долгунца / О. А. Цыркунова, Г. И. Таранухо // Генетика и селекция в XXI веке: материалы VIII съезда генетиков и селекционеров Респ. Беларусь, Минск, 23-25 июля 2002 г. / Ин-т генетики и цитологии НАН Беларуси. — Минск, 2002. — С. 174.
4. Таранухо, Г. И. Становление и достижения селекции в Беларуси / Г. И. Таранухо // Актуальные проблемы в растениеводстве Беларуси и Венгрии. — Будапешт, 2003. — С. 56.
5. Таранухо, Г. И. Фундаментальные исследования и их прикладное значение в селекции и семеноводстве / Г. И. Таранухо // Материалы IX съезда Белорус. о-ва генетиков и селекционеров. — Гомель, 2007. — С. 67.
6. Новые сорта льна-долгунца Могилевской опытной станции / П. Р. Хомутовский, Л. Н. Каргопольцев, Г. И. Таранухо [и др.] // Вестн. Белорус. гос. с.-х. акад. — 2008. — № 3. — С. 44-49.
7. Таранухо, Г. И. Влияние фузариозного увядания и антракноза на семенную продуктивность узколистного и жёлтого люпина / Г. И. Таранухо, Г. И. Витко // Земляробства i ахова раслiн. — 2009. — № 5. — С. 62-65.
8. Витко, Г. И. Экономическая и энергетическая эффективность возделывания новых сортообразцов узколистного люпина / Г. И. Витко, Г. И. Таранухо, Г. А. Валюженич // Вестн. Белорус. гос. с.-х. акад. — 2011. — № 1. — С. 79-84.
9. Витко, Г. И. Создание исходного материала для селекции жёлтого люпина на однородность, отличимость, стабильность / Г. И. Витко, Г. И. Таранухо, Е. В. Равков // Вестн. Белорус. гос. с.-х. акад. — 2011. — № 4. — С. 53-59.
10. Витко, Г. И. Влияние посевных качеств и урожайных свойств на урожайность узколистного и жёлтого люпина / Г. И. Витко, Г. И. Таранухо // Вестн. Белорус. гос. с.-х. акад. — 2013. — № 2. — С. 63-67.